# Климова, Галина Даниелевна
Галина Даниелевна Кли́мова (урождённая Златкина; 15 декабря 1947, Москва) — русская поэтесса, прозаик, переводчик
.
Родилась в Москве в семье служащих: отец — Златкин Архивная копия от 11 января 2020 на Wayback Machine Даниель Фёдорович (1912-2001) — инженер-строитель, ветеран Великой Отечественной войны, воевал в Заполярье; мать — Златкина Архивная копия от 24 ноября 2020 на Wayback Machine (Орешкина) Анна Романовна (1922-2014) — врач-гастроэнторолог, доктор медицинских наук, профессор, Заслуженный деятель науки РФ.
С 1948 по 1966 жила в Ногинске, окончила школу № 2 им. В.Г. Короленко. Первая публикация стихов в районной газете «Знамя коммунизма» (Ногинск, 1965). Занималась в литобъединении при этой газете. Окончила географо-биологический факультет МГПИ им. В.И.Ленина (1971), Литинститут (семинар Евг. Винокурова,1990).
В 1971—2017 — старший научный редактор редакции географии в издательстве "Большая Российская энциклопедия". С 2006 заведует отделом поэзии журнала "Дружба народов". Руководит (с 2017) студией сравнительного перевода "Шкереберть" при журнале "Дружба народов".
В 1998-2008 — организатор и ведущая литературного салона «Московская Муза» в Центральном доме литераторов. Секретарь Правления Союза писателей Москвы (с 2000), член Русского ПЭН-центра (с 2017). 
Живёт в Москве.

## Книги стихов
- Климова Г. Д. До востребования. — М.: Современный писатель, 1994. — 32 с. — 1000 экз. — ISBN 5-265-03244-4.
- Климова Г. Д. Прямая речь. — М.: Искусство, 1998. — 8- с. — 1000 экз. — ISBN 5-210-01398-7.
- Климова Г. Д. Почерк воздуха. — М.: ACADEMIA, 2002. — 64 с. — 500 экз. — ISBN 5-93290-042-7.
- Климова Г. Д. Север-Юг. — М.: Время, 2005. — 176 с. — 1000 экз. — ISBN 5-9691-0091-9.
- Климова Г. Д. В своём роде. — М.: Воймега, 2013. — 56 с. — 500 экз. — ISBN 978-5-7640-0141-8.
- Климова Г.Д. Сказуемое несовершенного вида. — Ставрополь: Ставролит, 2020. — 164 с. — (На Кавказе). — 150 экз. — ISBN 978-5-907161-39-9.

## Книги стихов на болгарском языке (билингва)|}
- Климова Г. Имената на любовта: Превод Калина Тельянова. — Бургас: Демараж, 2002. — 54 с. — ISBN 954-91005-2-9.
- Климова Г. Автограф на вълната: Стихове. — Варна: Няголова, 2002. — 58 с. — (Библиотека "Берегът"). — ISBN 954-8160-35-8.
- Климова Г. Губерът: Поезия. — Варна: Славянска литературна и артистична академия, 2009. — 128 с. — (Библиотека "Славянска прегръдка"). — ISBN 978-954-92402-4-5.

## Книги прозы
- Климова Г. Д. Юрская глина. — М.: Русский импульс, 2013. — 232 с. — ISBN 5-978-5902525-70-7.
- Климова Г.Д. Театр семейных действий: путеводитель по семейному альбому в снах, стихах и прозе. — М.: АрсисБукс, 2017. ISBN 278-5-904155-73-5.
- Климова Г.Д. Сочинительница птиц. Повесть. Рассказ. Роман. — Москва: Б. С. Г.-Пресс, 2022. — 398 с. — 1000 экз. — ISBN 978-5-93381-437-5.
- Климова Г.Д. Сирота на морозе. Роман. — Москва: Журнал «Дружба народов» № 7, 2023. — 57 с. — 1200 экз.
- Климова Г.Д. Черубина де Габриак. Пьеса. — Ташкент: Журнал «Восток Свыше» № 3-4, 2023 —  112 с. — 1000  экз.

## Составленные антологии
- Московская Муза 1799-1997/Составитель Климова Г. Д. — М.: [Искусство], 1998. — 384 с. — ISBN 5-210-01371-5.
- —Из жизни райского сада/Составитель Климова Г.Д. Билингва (Из живота в райската градина/Съставител Панко Анчев). — М.- Варна: Компас, 2000. — 384 с. — ISBN 954-701-122-7.
- Московская Муза. XVII-XXI/Составитель Климова Г. Д. — М.: Московские учебники - СиДиПРЕСС, 2004. — 472 с. — ISBN 5-8443-0019-X.

## Литературные премии
Лауреат премии Союза писателей Москвы «Венец» (2005).
Лауреат международного Славянского фестиваля, премия «Летящее серебряное перо» (Варна, 2007)
Дипломант поэтической премии "Московский счёт" за лучшую поэтическую книгу года (2014). Финалист премии им. Ф. Искандера (2019).